# Karl Ludwig (Anhalt-Bernburg-Schaumburg-Hoym)
Karl Ludwig von Anhalt-Bernburg-Schaumburg-Hoym (* 16. Mai 1723 in Schaumburg; † 20. August 1806 ebenda) war der dritte Fürst von Anhalt-Bernburg-Schaumburg-Hoym und holländischer General.

## Leben
Karl Ludwig war der älteste Sohn des Fürsten Viktor I. von Anhalt-Bernburg-Schaumburg-Hoym (1693–1772) aus dessen erster Ehe mit Charlotte Luise (1680–1739), Tochter des Grafen Wilhelm Moritz zu Isenburg und Büdingen in Birstein.
Er trat sehr jung in holländische Kriegsdienste und war in Stevensweert stationiert, wo er die Tochter eines Platzmajors Benjamine Gertrud Keiser (1729–1787) kennenlernte. Ohne elterliche Erlaubnis ehelichte er diese heimlich in der Nacht vom 25. zum 26. März 1748. Da der Pfarrer eigentlich kriminell gehandelt hätte, wurde ihm ein Brief des Fürsten Viktor I., der kurz zuvor Gast der Keisers gewesen war, in französischer Sprache vorgelegt, die er nicht verstand, und ihm mitgeteilt, dass es sich dabei um das väterliche Einverständnis zur Eheschließung handele. Die Ehe gestaltete sich schnell unglücklich und Karl Ludwig verließ seine Frau schon 1749. Es kam zu mehreren Prozessen, in deren Folge die Ehe 1757 für nichtig erklärt wurde. In niederländischen Kriegsdiensten wurde Karl Ludwig Generalleutnant der Infanterie und Kommandant von Tiel. Er bekleidete die Funktion eines Komturs des Deutschen Ordens zu Rhenen.
Karl Ludwig folgte seinem Vater 1772 als Fürst von Anhalt-Bernburg-Schaumburg-Hoym und war später in kaiserlichen Kriegsdiensten.

## Nachkommen
Aus seiner ersten Ehe mit Benjamine Gertrud Kaiser (1729–1787) hatte Karl Ludwig eine Tochter:
- Viktoria Hedwig Karoline (1749–1841) ⚭ 1776 Marquis Thomas de Mahy de Favras (1744–1790)

Der Fürst vermählte sich in Braunfels am 12. Dezember 1765 mit Eleonore (1734–1811), Tochter des Fürsten Friedrich Wilhelm zu Solms-Braunfels, mit der er folgende Kinder hatte:
- Viktor II. Karl Friedrich (1767–1812), Fürst von Anhalt-Bernburg-Schaumburg-Hoym

⚭ 1793 Prinzessin Amalie von Nassau-Weilburg (1776–1841)
- Wilhelm (1771–1799)
- Alexius Klemens (1772–1776)
- Sophie Charlotte (1773–1774)
- Karoline Ulrike (1775–1782)